# تیم باروز
تیم باروز (انگلیسی: Tim Burroughs؛ زادهٔ ۱۴ اکتبر ۱۹۶۹) بازیکن بسکتبال اهل ایالات متحده آمریکا است.